# Bristol Lodekka
Il Bristol Lodekka era un autobus a due piani di altezza ridotta prodotto dalla  Bristol Commercial Vehicles in Inghilterra.

## Descrizione
La Bristol produsse oltre 5.200 Lodekka tra il 1949 e il 1968 come veicolo a due piani standard per le varie società di trasporto pubblico di proprietà statale della Gran Bretagna.
Tutti gli esemplari avevano la carrozzeria prodotta dalla Eastern Coach Works di Lowestoft. La carrozzeria era di progetto convenzionale con la cabina del conducente grande la metà della larghezza, il pianale ribassato che permetteva di mantenere ridotta l'altezza dell'autobus.
La prima serie fu la LD alla quale fece seguito la FL e la FS dotate di piattaforma posteriore. Le versioni FSF e FLF avevano invece l'entrata anteriore.
La maggioranza dei veicoli erano dotati del motore a 5 o 6 cilindri della Gardner mentre pochi esemplari montarono il motore Bristol o Leyland. Con l'arrivo dei più moderni mezzi con una sola persona di equipaggio, detti anche OMO, quali il Leyland Atlantean o il successore del Lodekka, il Bristol VRT, molti Lodekka furono relegati al ruolo di veicoli per la scuola conducenti.
In Gran Bretagna il Lodekka fu utilizzato dalla Brighton & Hove, dalla Bristol Omnibus, dalla Crosville, Eastern Counties, dalla Eastern National, dalla Hants & Dorset, dalla Lincolnshire Road Car, dalla Scottish Omnibuses, dalla Southern Vectis, dalla Luton & District, dalla Thames Valley & Aldershot, dalla United, dalla United Counties, dalla West Yorkshire Roadcar Co, dalla Western National, dalla Central SMT e dalla Wilts & Dorset.
Il Lodekka non fu mai acquistato da nessuna delle società di trasporto pubblico di Londra ma poteva essere visto nella capitale in quanto vi effettuava dei servizi per la Thames Valley e per la Eastern National.
La West Road Car Company possedeva uno dei primi Lodekka, numero identificativo della società DX1, che effettuava dei servizi nella zona di Harrogate e che non aveva le caratteristiche carenature degli esemplari di produzione.  Nella zona si afferma che sia stato esposto al Festival of Britain (South Bank Exhibition) del 1951.
Il Bristol Lodekka venne anche prodotto, su licenza, dalla Dennis e veniva venduto come Dennis Loline.

## Altri impieghi
La Top Deck Travel del Surrey ha modificato circa 100 Lodekka in caravan "decker home" tra il 1973 e il 1997 ed utilizzava questi autobus in lunghi viaggi in Europa, Asia e America del Nord.
All'inizio degli anni '90 la società Leisurelink, sempre con sede nel Surrey, usava uno dei mezzi già appartenuti alla Southern Vectis, l'MDL 954, per servizi turistici che collegavano, durante il solo fine settimana, lo zoo di Gatwick (ora chiuso), l'aeroporto di Gatwick e la Bluebell Railway. Alcuni Lodekka furono anche acquistati da operatori oltremare che li utilizzarono per altri impieghi. Per esempio la Fok Lei di Macao ha utilizzato un piccolo numero di Lodekka tra gli anni '70 e la fine degli anni '80. La Citybus di Hong Kong utilizzò un Lodekka negli anni '80.

## Cultura di massa
Nella cultura popolare il Bristol Lodekka venne estesamente impiegato nella serie televisiva britannica dei primi anni '70 On the Buses con gli attori Reg Varney e Bob Grant che svolgevano rispettivamente il ruolo di conducente e di bigliettaio. Uno di questi Lodekka è stato conservato.